# Karl-Jesko von Puttkamer
Karl-Jesko Otto Robert von Puttkamer (Frankfurt an der Oder, 24 de março de 1900 – Neuried, Munique, 4 de março de 1981) foi durante a Segunda Guerra Mundial contra-almirante e assessor naval de Adolf Hitler.

## Família
Karl-Jesko descende da família nobre da Pomerânia Puttkamer. Karl-Jesko von Puttkamer casou com Charlotte Schmidt, tendo o casal dois filhos e uma filha. Puttkamer foi sepultado em 1981 no Waldfriedhof de Munique.

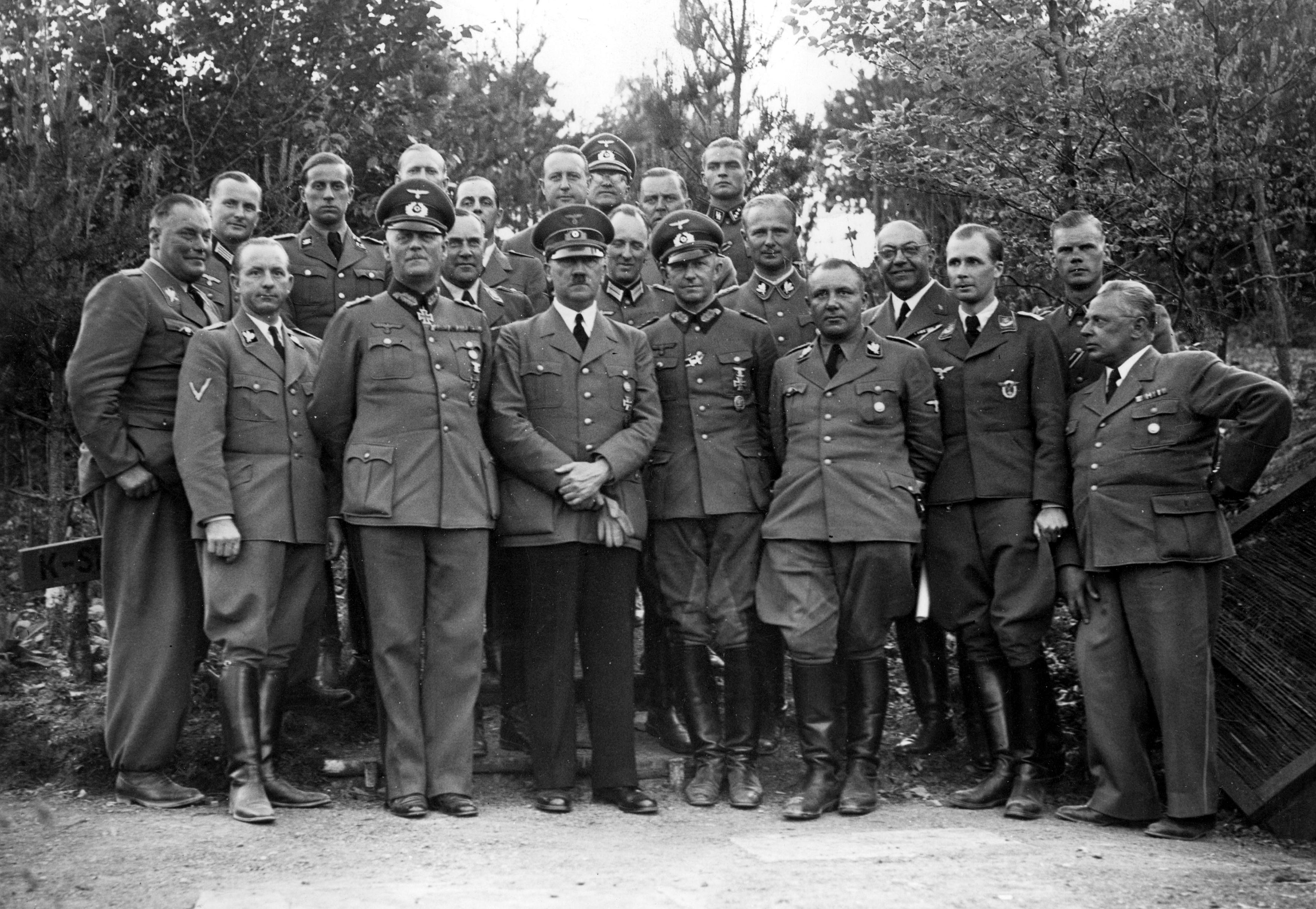
Karl-Jesko von Puttkamer, última fileira à esquerda, parcialmente coberto pelo boné de Wilhelm Keitel, na equipe de Adolf Hitler em junho de 1940, presumivelmente em Eselsberg em Bad Münstereifel-Rodert, perto do "K-Stand" do Führerhauptquartier Felsennest

## Obras
- Die unheimliche See (Hitler und die Kriegsmarine). Verlag Karl Kühne, Viena/Munique 1952